# 呂勒奧
呂勒奧（瑞典語發音：[ˈlʉːleoː] ⓘ，当地发音：[ˈlʉ̌ːlɛ] ⓘ）是瑞典北部北博滕地區的一座城市，也是北博滕省的省府和呂勒奧教區的主教座所在地。
呂勒奧附近的小鎮加默爾斯塔德教堂村在1996年被登錄為世界文化遺產。在呂勒奧市的轄區內包括了數量高達800多座的小島。

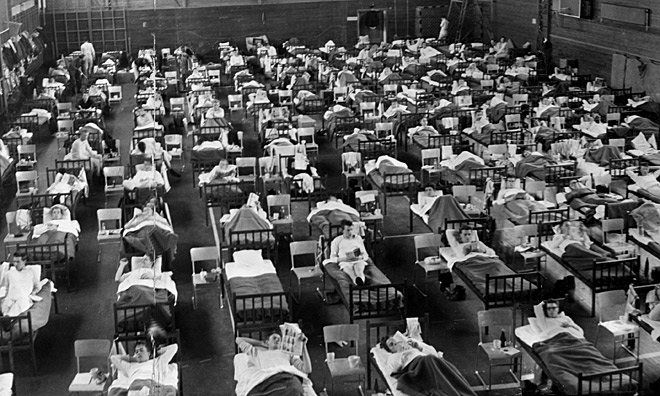
吕勒奥一座体育场改造的医院内，收治了大批感染亚洲流感的患者（1957年）

## 外部連結
- Luleå（页面存档备份，存于） 官方網站